# Lenca (Volk)

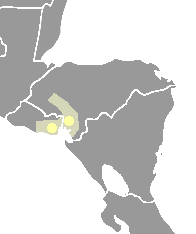
Historisches Siedlungsgebiet der Lenca

Die Lenca sind ein indigenes Volk in Mittelamerika. Die ca. 131.000 Angehörigen (2019) der Ethnie leben zur überwältigenden Mehrheit in Honduras und El Salvador (48.000). Ihre Kultur liegt zwischen denen der Maya im Norden und Völkern wie der Kuna im Süden. Die vor der Spanischen Eroberung Amerikas lebenden Lenca hatten häufigen Kontakt mit verschiedenen Maya-Gruppen sowie mit anderen indigenen Völkern im Gebiet des heutigen Mexiko und Mittelamerika. Der Ursprung der Lenca ist eine Quelle anhaltender Debatten unter Anthropologen und Historikern. Einige Angehörige des Volks sprechen noch die Sprache Lenca, die heute fast ausgestorben ist.

## Wirtschaft

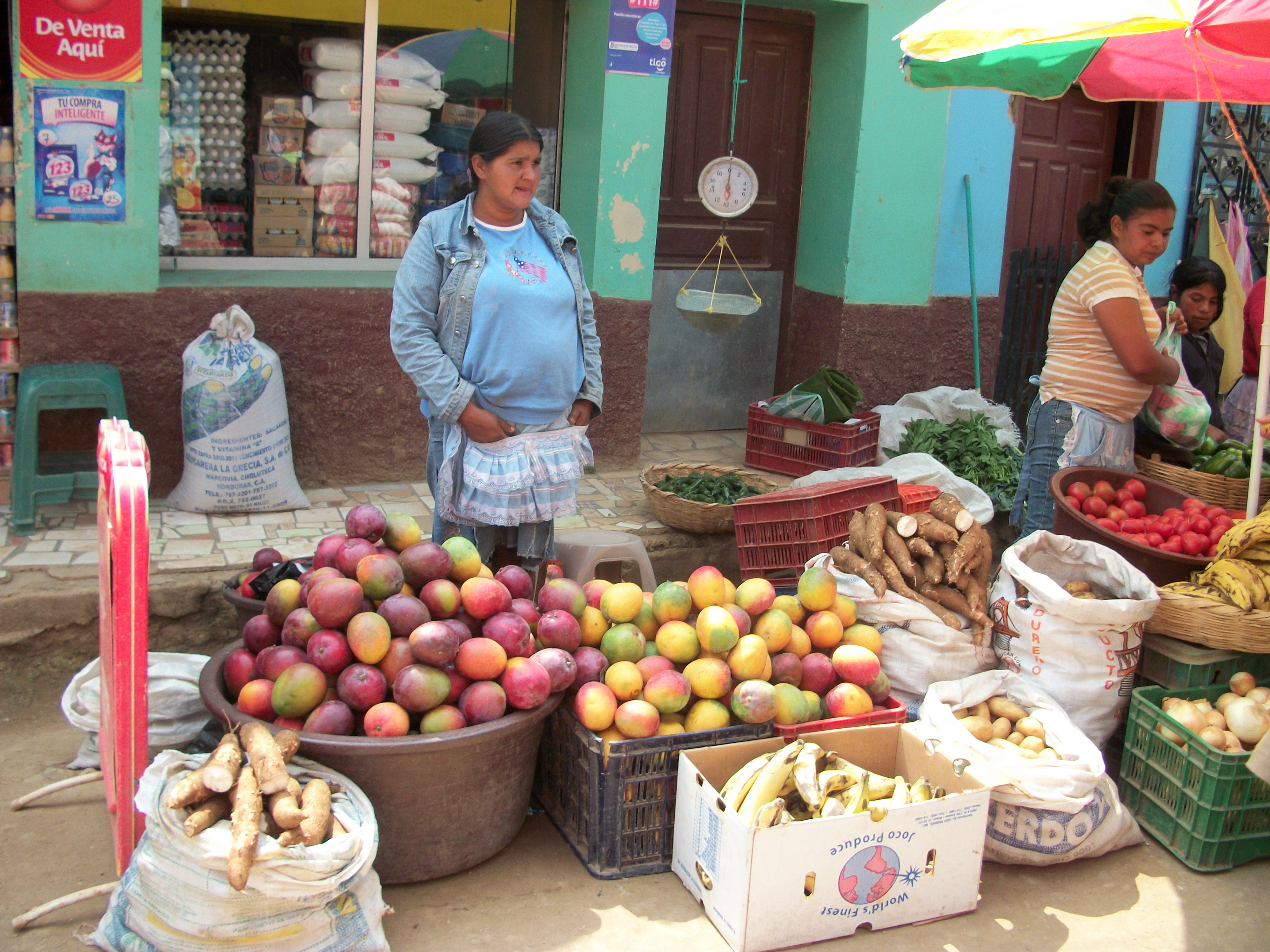
Lenca auf einem Markt in La Esperanza

Moderne Lenca-Gemeinschaften konzentrieren sich auf das Milpa-Anbausystem. Lenca-Männer betreiben Landwirtschaft, einschließlich des Anbaus von Kaffee, Kakao, Tabak, Kochbananen und Kürbissen. Weitere Hauptanbauprodukte sind Mais, Weizen, Bohnen, Zuckerrohr und Chilischoten. In El Salvador werden auch Erdnüsse angebaut. Innerhalb ihrer Gemeinschaften erwarten die Lenca traditionell, dass sich alle Mitglieder an den gemeinschaftlichen Anstrengungen beteiligen. Das alte Klassen-System der Lenca hat sich weitestgehend aufgelöst und die meisten Häuptlinge sind gewählt. Ursprünglich lebten die Lenca in Dörfern, welche von einem eigenen Häuptling angeführt wurde und Land im Namen der Gemeinschaft verteilte. Aufgrund der ungelösten Landfragen und Verfassungsänderungen in Honduras und El Salvador, die den Landbesitz von Großinvestoren und Agrarindustriellen begünstigen, gibt es immer weniger Land für indigene Völker. Viele Lenca-Männer müssen in benachbarten Städten Arbeit finden. Die traditionelle Lebensweise der Lenca ist damit stark gefährdet und die Assimilation in die Mehrheitsbevölkerung schreitet voran.
Viele Lenca-Gemeinschaften haben noch ihr kommunales Land. Sie widmen den größten Teil des Anbaus den Nutzpflanzen, die für den Export in ausländische Märkte angebaut werden.

## Geschichte
Über die Kultur und die Siedlungen der Lenca in der vorspanischen Periode ist relativ wenig bekannt. Erinnerungen an alte Dynastien der Lenca sind noch mündlich überliefert. Im 16. Jahrhundert wurde das Land der Lenca von den Spaniern angegriffen und es kam zu einem Abwehrkrieg der Lenca. Der Widerstand der Lenca wurden von einem Krieger namens Lempira organisiert. 1536 wurde Lempira von den Spaniern erschossen, nachdem diese mit ihm, unter dem Vorwand Friedensgespräche führen zu wollen, ein Treffen organisiert hatten.

## Religion
Die meisten Lenca haben das Christentum angenommen und sind Katholiken. Wie auch bei anderen indigenen Gruppen enthalten ihre Praktiken oft vorspanische Traditionen, und einige Lenca-Gemeinschaften behalten ausschließlich indigene Traditionen bei. Ähnlich wie der Glaube anderer indigener Völker in Mesoamerika betrachten die Lenca bestimmte Berge und Hügel als heilige Orte. Zudem gibt es eine Verehrung der Sonne (Sonnenkult). Schamanistische Praktiken spielen eine Rolle bei der Heilung von Kranken.